# ويليام إف. نوكس
ويليام إف. نوكس (بالإنجليزية: William F. Knox)‏ هو محامي أمريكي، ولد في 29 يناير 1885 في كونيلسفيل في الولايات المتحدة، وتوفي في 21 ديسمبر 1975 في بيتسبرغ في الولايات المتحدة.